# 王紹元
王紹元（1499年—1571年），字希哲，號白厓，江西撫州府金谿縣學前人，明朝政治人物。

## 生平
王紹元是嘉靖十年（1531年）辛卯科江西鄉試第七名舉人，以會試不第，游學南雍，師事費寀、歐陽德。後授碭山知縣，築河堤三十里捍衛洪水，招撫流民給與種子讓他們復業，又訂立均地三限等法規，清除隱暪田地流弊，蝗災時他向天祈禱，不久天下大雨，人們都感激他的舉動。
嘉靖二十九年（1550年），王紹元試陞雲南道監察御史，次年（1551年）實授，曾上疏罷去馬市，到兩廣清軍時有《劾軍政》、《便勾稽》、《實行伍》等奏疏，前往貴州巡按期間又彈劾宣慰土司安萬銓擅自擁兵、爭奪繼承；後乞休歸。起復廣東道御史，巡視京營，四十二年（1563年）九月升任湖廣按察司兵備道副使，當時流寇猖獗，巡撫推薦他監軍，招降對方黨羽黃洪逵作間諜引導至賊營，斬獲不少敵人，功勞上告後獲賜白金彩幣，陞任河南布政司左參政，攝司事，以考察致仕回鄉。
王紹元為人廉潔，嚴嵩專政，其子嚴世蕃仗勢凌弱，召來朝士強飲，他就拿起酒器擲向嚴世蕃衣袖離去；在碭山時鄰縣豪強殺人，從子王國贄攜帶家屬到來，豪強就向國贄給予四千金求緩刑，國贄嚴厲拒絕，他喜悅的說：「兒子能繼承我的志向啊。」施州指揮童養廉有罪下獄，其兒子帶來千金求讓對方西征贖罪，他堅持按法論罪，死後入祀鄉賢祠。
子劉國岱、女婿吳仁度。

## 引用
- 李维桢《王大參家傳》

1. 1 2  道光《金谿縣志·卷十一·宦業》：王紹元，字希哲，一字白厓，學前人，舉嘉靖十年鄉試，授碭山知縣，河決築堤三十里捍之，招逋民給種復業，又立均地三限等法；飛蝗蔽日，禱於天大雨如注，蝗盡死傷，人德之飲食必祝焉。擢御史，疏請罷馬市，繼清軍兩廣，有劾軍政、便勾稽、實行伍等疏，巡按貴州，宣慰土司安萬銓擅兵爭繼，特疏劾之；轉湖廣兵備副使，流寇猖獗。撫臣薦紹元監軍，從間諜得其降黨黃洪逵為鄉導，焚賊營斬獲無算，功上賜白金彩幣，陞河南布政司參政致仕歸。紹元為人廉潔峭直，嚴嵩枋國，子世蕃怙勢凌轢，朝士嘗召飲強使嚼。紹元立取巵酒擲蕃袖而出；令碭時隣邑勢豪殺人，巡按以獄屬紹元，會從子國贄攜家來碭，豪密投四千金求緩獄，贄峻却之，紹元喜曰：「兒善承吾志。」支羅之役，施州指揮童養廉有罪下獄，其子奉千金求西征自贖，竟執之按如法，卒祀鄉賢。 府志增
2. ↑  乾隆《碭山縣志·卷七·職官》：王紹元，江西金谿人，嘉靖中知碭山縣，築堤三十里以捍決河，招逋民給籽種，民多復業，又立均地三限等法，清隱田之弊；飛蝗蔽日，禱於天得大雨蝗盡死，擢御史，碭人立祠祀之。 萬歷年州志
3. ↑  《明世宗肅皇帝實錄·卷三百六十五》：（嘉靖二十九年九月）戊申授……中書舍人錢鯨、郭仁、陶承學，行人李秋、李承華、孫永思、樊獻科，推官龐俊、邊毅、鄭本立、尚維持，知縣王光祖、李應時、朱瑞登、陳善治、龔愷、王紹元、應焯為試監察御史……紹元雲南道……
4. ↑  《明世宗肅皇帝實錄·卷三百七十一》：（嘉靖三十年三月丙申）詔試監察御史李承華、朱瑞登、劉世魁、陳善治、尚維持、王光祖、應焯、龔愷、錢鯨、龐俊、孫永思、鄭本立、李秋、李一瀚、郭仁、王紹元各實授。
5. ↑  《明世宗肅皇帝實錄·卷五百二十五》：（嘉靖四十二年九月丁亥）陞廣東道御史王紹元為湖廣按察司副使。